# Tregnago
Tregnago (velenceiül Trenjago) település Olaszországban, Veneto régióban, Verona megyében. Lakosainak száma 5003 fő (2023. január 1.). Tregnago Badia Calavena, Cazzano di Tramigna, Illasi, Mezzane di Sotto, San Giovanni Ilarione, San Mauro di Saline, Verona és Vestenanova községekkel határos.

## Népesség
A település népességének változása:
| Lakosok száma | 4966 | 4918 | 5003 |
|               | 2017 | 2018 | 2023 |